# Park Sung-Hyun
Park Sung-Hyun (Gunsan, 1 de gener de 1983) és una tiradora amb arc coreana guanyadora de diversos torneijos internacionals i amb la possessió de diversos rècords. Es tracta d'una de les millors tiradoridores de la història d'aquest esport i la més reconeguda de les que són en actiu.
El primer triomf de Park va ser el triomf al Campionat Mundial de Beijing en categoria individual, quan només tenia divuit anys. Llavors va començar una ràpida ascensió fins a convertir-se en la dominadora absoluta del tir amb arc femení en els Jocs d'Atenes 2004. En la final individual derrotà la seva compatriota Lee Sung-Jin, juntament amb la qual va guanyar la medalla d'or a la competició per equips. Als Jocs Olímpics de Beijing va repetir la victòria a la competició per equips, però va ser sorprenentment derrotada per Zhang Juanjuan en l'individual.
Als Campionats del Món ha guanyat una medalla d'or en cadasquna de les quatre darreres cites, incloent-hi els tres últims títols per equips.
Després dels Jocs Olímpics de 2008, Park també compta amb les marques mundials en les categories individual a la ronda prèvia (682 punts amb 72 fletxes) i per equips en la classificació (2030 en 216 fletxes) i en competició (231 en 24 fletxes). Així com tots els rècords olímpics possibles: en individual de classificació (673 punts amb 72 fletxes) i competició (215 en 12 fletxes) i per equips tant classificació (2004 punts en 216 fletxes) com en competició (231 en 24 fletxes). Tan sols li manca el rècord mundial amb 12 fletxes, en propietata de la seva companya d'equip Yun Ok-Hee, amb 119 punts, a tan sols 1 de la perfecció.